# МузЭрос
МузЭрос — музей эротики и эротического искусства в Санкт-Петербурге.

## О музее
Музей был открыт 14 февраля 2013 года. Является самым большим музеем эротики в России и одним из крупнейших в мире.
Коллекция МузЭроса приобреталась музеем на аукционах, пополнялась из частных коллекций, некоторые экземпляры дарили врачи.

## Коллекция
Коллекция музея состоит из предметов и исторических экспонатов эротического характера со всего мира: картины, скульптуры, фотографии, мебель и другие предметы эротического значения.
В Музее представлена самая первая камасутра, эротические находки из Помпеи и Геркуланума, сказка А.С. Пушкина для взрослых «Царь Никита и сорок его дочерей», коллекция трофейных презервативов времен Первой и Второй мировой войны, вырезки из брачной газеты 1914 года, прообразы современных секс-машин и пыточный станок из подвала НКВД.
Музей разделен на 5 залов:
- Исторический, в котором представлены произведения эротического искусства времен Древнего Мира;
- Выставочный зал — представлены картины, скульптуры, фотографии эротической тематики;
- Зал эротической культуры — экспозиции эротических пристрастий разных народов мира;
- Современный зал, с самой крупной коллекцией секс-машин и БДСМ-конструкций в Европе[6];
- 3D-мультимедийный зал.

В 2016 году музей приобрел у Центра простатологии на Фурштатской половой орган Григория Распутина. Половой орган хранился в музее какое-то время. В последствии половой орган был выкуплен в частную коллекцию.